# Maruim
O maruim, miruí, muruim, mosquitinho-do-mangue, Ceratopogonidae ou mosquito-pólvora picador (incluindo os que são chamados, nos Estados Unidos e Canadá, no-see-ums, midgies, moscas-de-areia, punkies e outros), são uma família de pequenas moscas (um a quatro milímetros de comprimento) da ordem Diptera. Estão intimamente relacionadas aos Chironomidae, aos Simuliidae (ou moscas pretas) e aos Thaumaleidae.

## Etimologia
"Maruí" e "maruim" são termos oriundos do termo tupi mberu'i, que significa "mosca pequena".

## Descrição
São encontrados em quase qualquer habitat aquático ou semi-aquático por todo o mundo. As fêmeas da maioria das espécies são adaptadas para sugar sangue de algum tipo de animal hospedeiro. Os Culicoides, os Forcipomyia (Lasiohelea) e os Leptoconops sugam sangue dos vertebrados. Alguns Atrichopogon e Forcipomyia são ectoparasitas em insetos maiores. Os Dasyhelea se alimentam exclusivamente de néctar.  Espécies de outros gêneros são predatórias de outros insetos pequenos. As larvas são encontradas sempre em algum local úmido, tais como debaixo de casca de árvore, em madeira apodrecida, esterco, lama, margens de riacho, buracos na árvore ou plantas mantendo água (i.e., fitotelmo). 

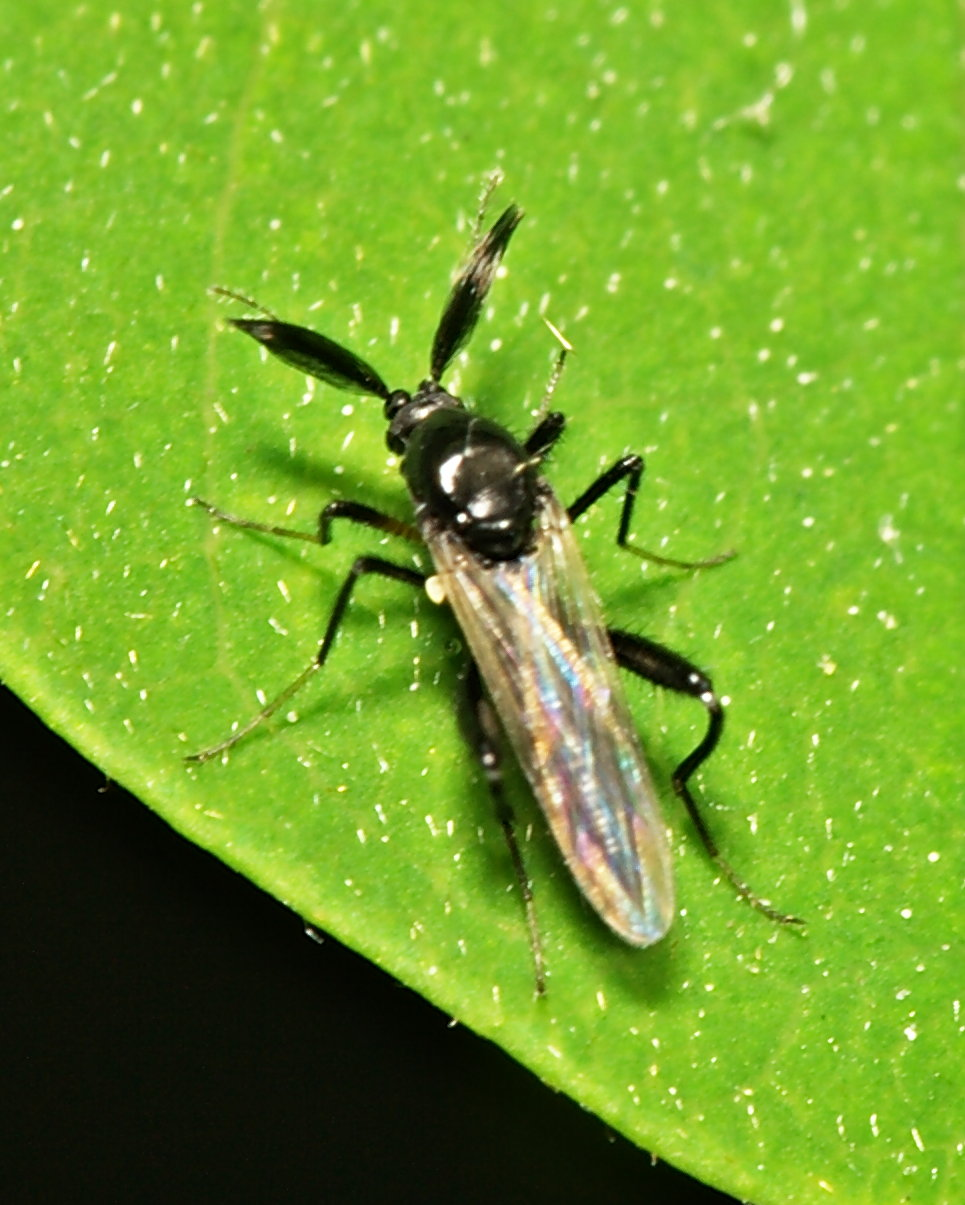
Um Ceratopogonidae macho.

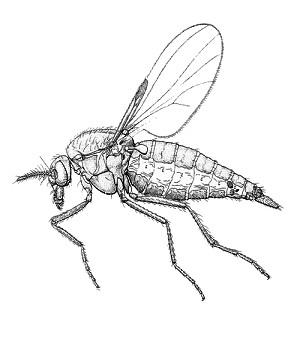
O Leptoconops.

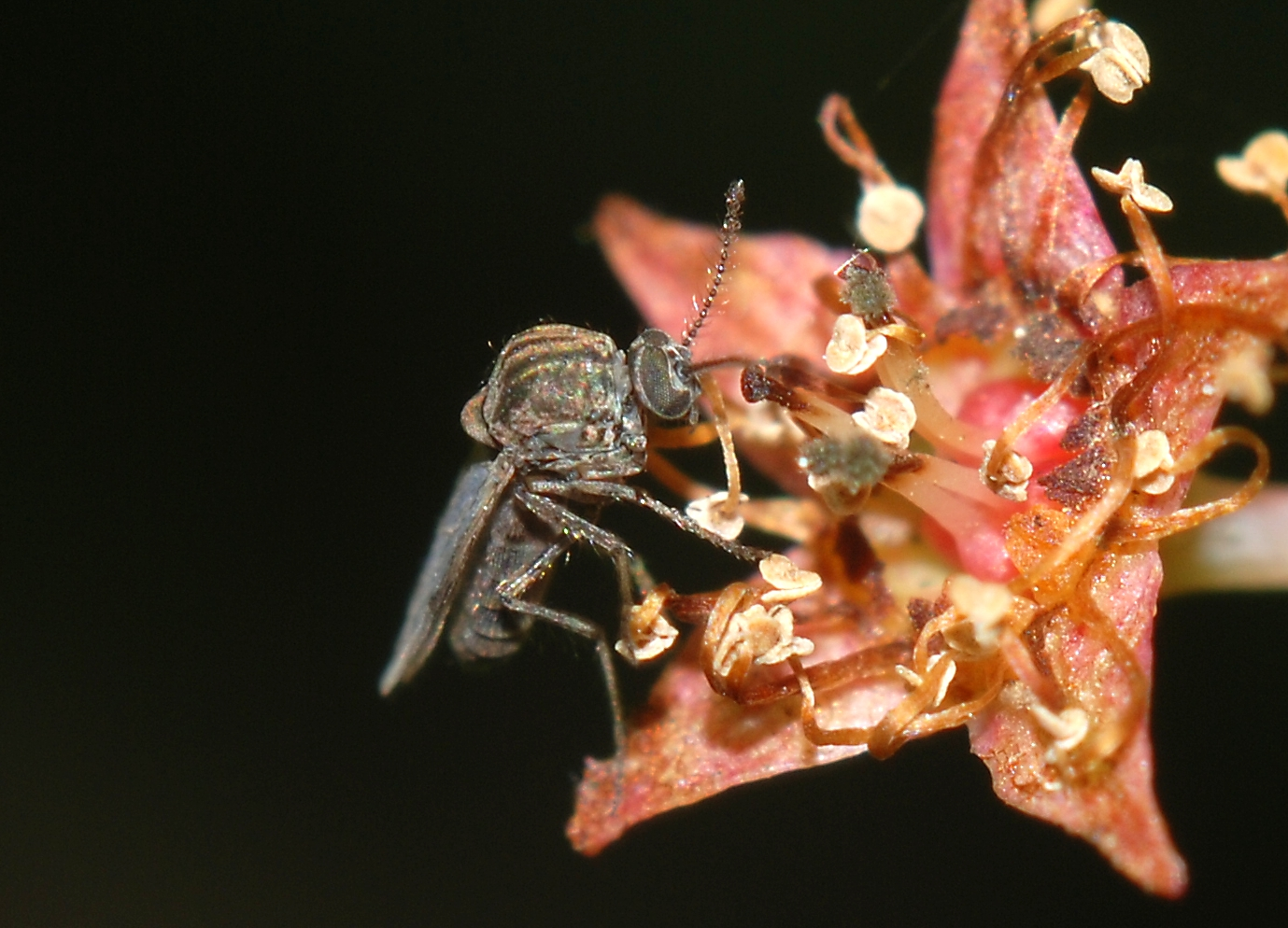
Mosquito-pólvora picador ou "punky" em uma flor.

Muitas das espécies hematófagas são pestes em habitats de praia ou montanha. Algumas outras espécies são importantes polinizadores de colheitas tais como o cacau. As espécies sugadoras de sangue podem ser vetores de doenças causadas por vírus, protozoários e nematódeos filariais. A picada dos mosquitos-pólvora do gênero Culicoides causa uma resposta alérgica em equinos conhecida como coceira doce. Em humanos, sua picada pode causar urticária, vergões vermelhos que podem persistir por mais do que uma semana. Para picar, o mosquito penetra no meio dos cabelos e pelo meio das roupas. O desconforto nasce de uma reação alérgica localizada com as proteínas em sua saliva, que pode ser de algum modo aliviado por anti-histamínicos tópicos.
Os menores membros da família são minúsculos o bastante para passar através das aberturas das telas de janela típicas. Tendas de acampamento são frequentemente equipadas com malha de rede extra-fina, chamada de redes no-see-um, para manter as pestes fora. Alem do desconforto, a picada de um maruim pode causar irritações na pele, coceiras e vermelhidão da pele.